# Bjarni Benediktsson (1970)
Bjarni Benediktsson (Reykjavik, 26 januari 1970) is een IJslands politicus. Hij was een half jaar lang, van april tot oktober 2024, de premier van IJsland. Eerder was hij premier gedurende tien maanden in 2017.

## Carrière
Bjarni is jurist en was advocaat voordat hij bij de verkiezingen van 2003 verkozen werd in het  Alþingi (het parlement van IJsland). In 2009 werd hij partijleider van de conservatieve Onafhankelijkheidspartij, die de grootste partij werd bij de parlementsverkiezingen in 2013. Van 2013 tot 2017 was hij minister van Financiën en Economie in de IJslandse regering, eerst onder premier Sigmundur Davíð Gunnlaugsson en vanaf april 2016 onder Sigurður Ingi Jóhannsson.

### Premierschap
Nadat de Onafhankelijkheidspartij ook bij de verkiezingen van 2016 de grootste partij was geworden, legde Bjarni op 11 januari 2017 de eed af als premier van IJsland, als opvolger van Sigurður Ingi Jóhannsson. Hij leidde een coalitieregering met Viðreisn (Hervormingspartij) en Björt framtíð (Heldere Toekomst). Op 15 september van datzelfde jaar werd zijn regering demissionair door het opstappen van Heldere Toekomst, nadat de regering geen openheid had gegeven over een beoordelingsfout van Bjarni's vader Benedikt Sveinsson. Bjarni was hierdoor gedwongen nieuwe verkiezingen voor het parlement uit te schrijven voor 28 oktober 2017. Hierbij bleef de Onafhankelijkheidspartij, met Bjarni als lijsttrekker, de grootste partij met 16 zetels, vijf minder dan in 2016. Heldere Toekomst, de partij die zijn regering ten val bracht, behaalde geen zetels meer. De Onafhankelijkheidspartij trad op 30 november 2017 in een coalitie met Links-Groen en de Progressieve Partij, met Katrín Jakobsdóttir (van Links-Groen) als premier. Bjarni zelf keerde in de regering terug als minister van Financiën en Economie. In oktober 2023 verruilde hij zijn ministerschap na zes jaar voor dat van Buitenlandse Zaken.
In april 2024 trad premier Katrín Jakobsdóttir voortijdig af om zich te concentreren op haar kandidatuur bij de IJslandse presidentsverkiezingen (die ze niet won). Bjarni Benediktsson volgde haar op en werd zo voor de tweede keer premier van IJsland. Na een half jaar, op 13 oktober 2024, moest Bjarni aankondigden dat zijn kabinet aftrad omdat zijn Onafhankelijkheidspartij en Links-Groen het niet eens konden worden over migratie en energie.

## Familie
Bjarni komt uit een familie van politici. Zijn overgrootvader Benedikt Sveinsson (1877-1954) was de voorzitter van de onafhankelijkheidsbeweging in IJsland en lid van het parlement van 1908 tot 1931. Zijn naamgenoot en oudoom Bjarni Benediktsson (1908-1970) was premier van IJsland van 1963 tot zijn dood, ook voor de Onafhankelijkheidspartij. Zijn vader Benedikt Sveinsson (1938) is ondernemer en investeerder.   
- Gemeinsame Normdatei: 1213777747
- Virtual International Authority File: 5087152139991411100004
- WorldCat: E39PBJhmGXcphfJ3hY98DxqhHC